# Liste der Biografien/Chew
Liste der Biografien |
Portal Biografien |
Personensuche
# |
A |
B |
C |
D |
E |
F |
G |
H |
I |
J |
K |
L |
M |
N |
O |
P |
Q |
R |
S |
T |
U |
V |
W |
X |
Y |
Z |
?
 
Ca |
Cb |
Cc |
Ce |
Ch |
Ci |
Cj |
Ck |
Cl |
Cm |
Cn |
Co |
Cr |
Cs |
Ct |
Cu |
Cv |
Cw |
Cy |
Cz
 
Cha |
Chb |
Che |
Chh |
Chi |
Chk |
Chl |
Chm |
Chn |
Cho |
Chr |
Cht |
Chu |
Chv |
Chw |
Chy
 
Chea |
Cheb |
Chec |
Ched |
Chee |
Chef |
Cheg |
Cheh |
Chei |
Chej |
Chek |
Chel |
Chem |
Chen |
Cheo |
Chep |
Cher |
Ches |
Chet |
Cheu |
Chev |
Chew |
Chey |
Chez
Die Liste der Biografien führt alle Personen auf, die in der deutschsprachigen Wikipedia einen Artikel haben. Dieses ist eine Teilliste mit 15 Einträgen von Personen, deren Namen mit den Buchstaben „Chew“ beginnt.

## Chew
- Chew Choon Seng, Vorstandsvorsitzender von Singapore Airlines
- Chew, Caroline (* 1992), singapurische Dressurreiterin
- Chew, Choon Eng (* 1976), malaysischer Badmintonspieler
- Chew, Geoffrey (1924–2019), US-amerikanischer Physiker
- Chew, Joel (* 2000), singapurischer Fußballspieler
- Chew, John (* 1947), anglikanischer Priester und Bischof
- Chew, Phillip (* 1994), US-amerikanischer Badmintonspieler
- Chew, Richard (* 1940), US-amerikanischer Filmeditor und Oscarpreisträger
- Chew, Robert F. (1960–2013), US-amerikanischer Schauspieler
- Chew, Ryan (* 1996), US-amerikanischer Badmintonspieler
- Chew, Shou Zi (* 1983), singapurischer Geschäftsmann und UnternehmerShou Zi Chew (* 1983)

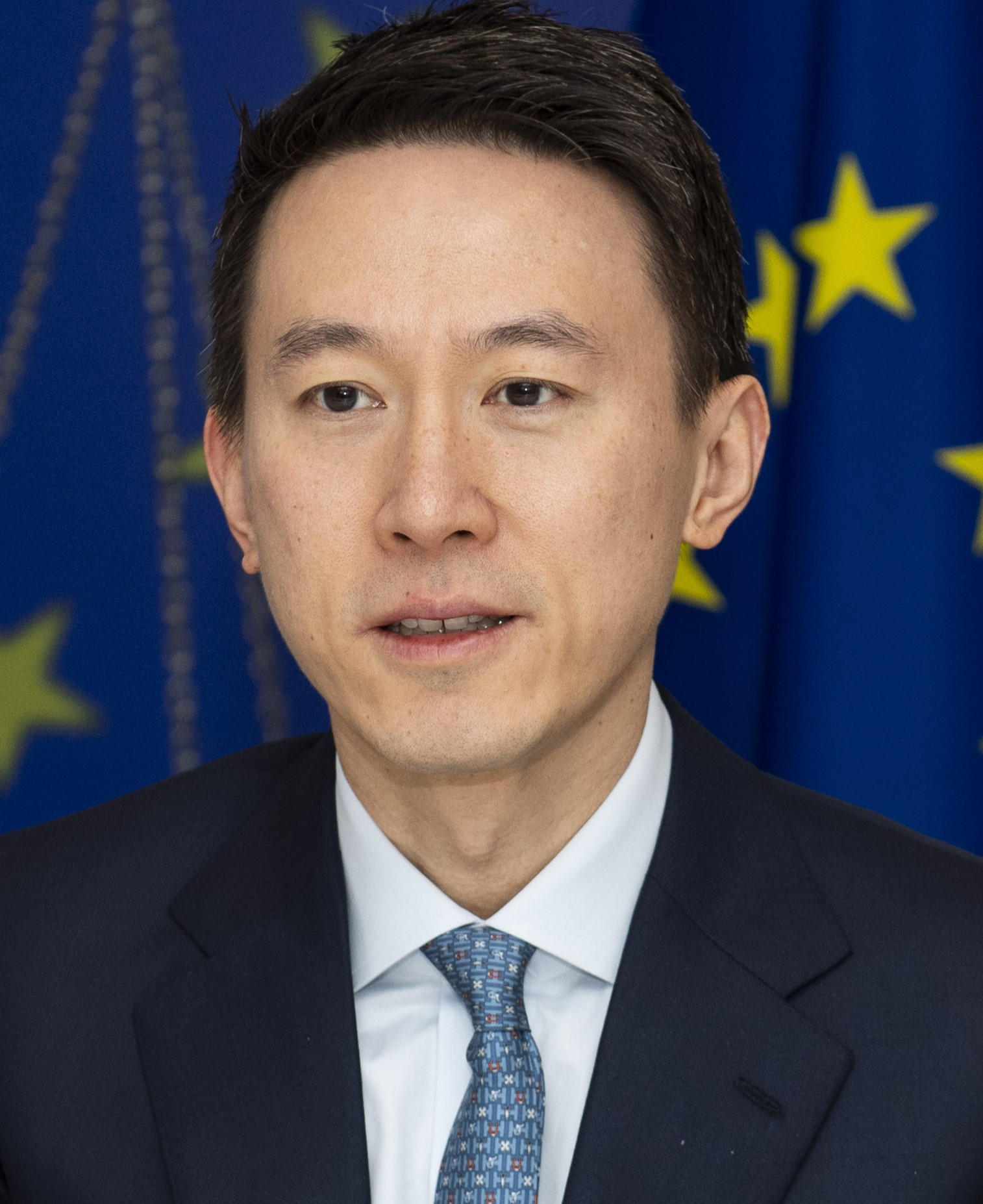
Shou Zi Chew (* 1983)

- Chew, Wayne (* 2001), singapurischer Fußballspieler
- Chew-Bose, Durga (* 1986), kanadische Autorin und Filmemacherin

### Chewi
- Chewińska, Ludwika (* 1948), polnische Leichtathletin

### Chewt
- Chewter, Brian (1954–2020), kanadischer Radrennfahrer